# Jack Arnold
Pour les articles homonymes, voir Arnold.
 (août 2021).
Si vous disposez d'ouvrages ou d'articles de référence ou si vous connaissez des sites web de qualité traitant du thème abordé ici, merci de compléter l'article en donnant les références utiles à sa vérifiabilité et en les liant à la section « Notes et références ».
John Arnold Waks, dit Jack Arnold, né le 14 octobre 1916 et mort le 17 mars 1992, est un réalisateur américain spécialisé dans le cinéma de série B. 
Il est principalement connu pour L'Étrange Créature du lac noir (1954), L'Homme qui rétrécit (1957), d’après le roman du même nom de  Richard Matheson, et La Souris qui rugissait (1959) avec Peter Sellers.

## Biographie

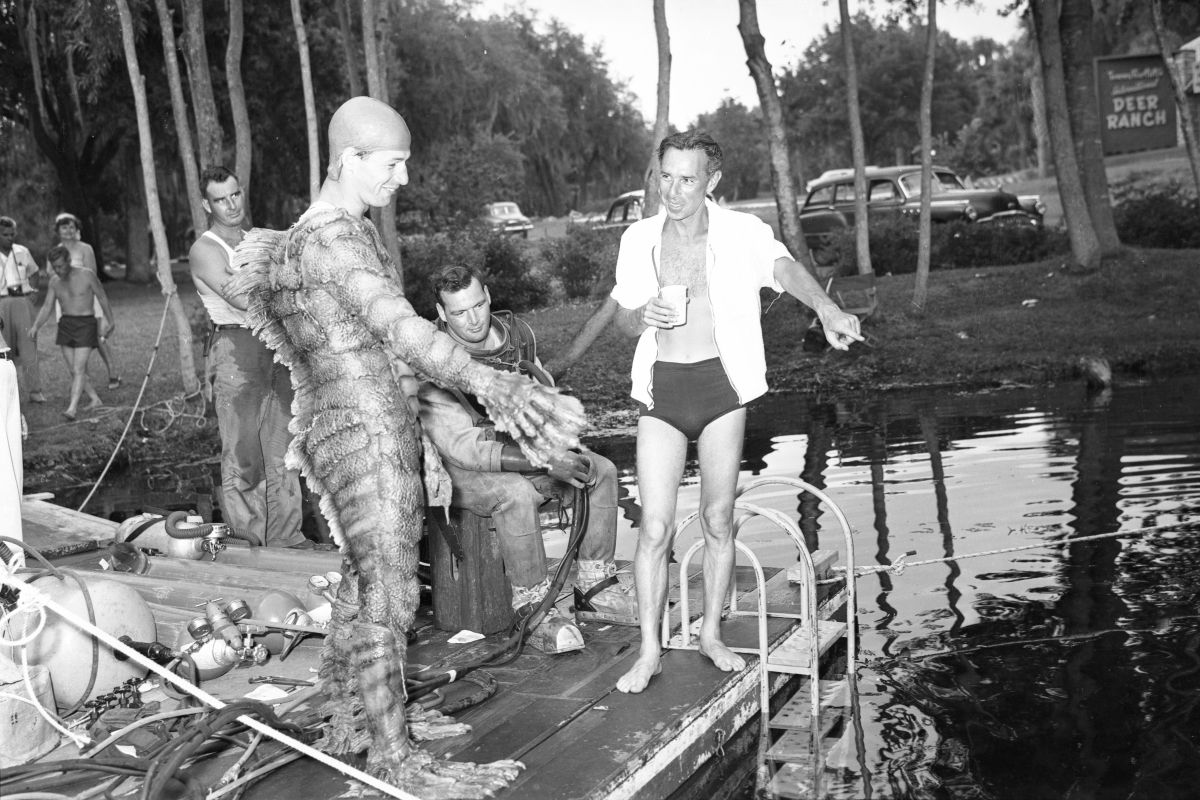
Jack Arnold (à droite) et Ricou Browning sur le tournage de La Revanche de la créature.

Jack Arnold, né Waks à New Haven dans le Connecticut, commence sa carrière dans les années 1950 et connaît un certain succès avec ses films de science-fiction. Le Météore de la nuit (1953), L'Étrange Créature du lac noir (1954), Tarantula ! (1955) et L'Homme qui rétrécit (1957) sont réputés pour leur photographie en noir et blanc atmosphérique et leur scénario inhabituellement sophistiqué pour ce genre de productions. 
Jack Arnold part ensuite en Angleterre où il tourne La Souris qui rugissait (1959), une comédie satirique dans laquelle Peter Sellers — suivant les pas d'Alec Guinness dans Noblesse oblige (1949) de Robert Hamer — joue trois rôles, dont celui d'une femme.
De la fin des années 1950 au milieu des années 1980, Jack Arnold travaille principalement pour la télévision, explorant tous les genres : séries western (La Grande Caravane, Rawhide, Opération danger, Le Virginien), policières (Peter Gunn, Perry Mason, La Nouvelle Équipe, Opération vol, Le Magicien, Ellery Queen, à plume et à sang, L'Homme qui tombe à pic), médicales (Le Jeune Docteur Kildare), de science-fiction (Wonder Woman, Super Jaimie, Buck Rogers) ou romantiques et familiales (Love, American Style, The Brady Bunch, La croisière s'amuse). Il co-réalise aussi un téléfilm sur Marilyn Monroe avec John Flynn, Marilyn, une vie inachevée (1980).
Jack Arnold, qui souffrait d’artériosclérose, meurt à Woodland Hills (Los Angeles, Californie) à l’âge de 75 ans.

## Filmographie partielle

### Cinéma
- 1950 : With These Hands
- 1953 : Le Crime de la semaine (The Glass Web)
- 1953 : Filles dans la nuit (Girls in the Night)
- 1953 : Le Météore de la nuit (It Came from Outer Space)
- 1954 : L'Étrange Créature du lac noir (Creature from the Black Lagoon)
- 1955 : La Revanche de la créature (Revenge of the Creature)
- 1955 : Tornade sur la ville (The Man from Bitter Ridge)
- 1955 : Tarantula ! (Tarantula)
- 1955 : Crépuscule sanglant (Red Sundown)
- 1956 : Faux-monnayeurs (Outside the Law)
- 1957 : L’Homme qui rétrécit (The Incredible Shrinking Man)
- 1957 : Le Salaire du diable (Man in the Shadow)
- 1957 : La Robe déchirée (The Tattered Dress)
- 1958 : Le Monstre des abîmes (Monster on the Campus)
- 1958 : The Space Children
- 1958 : Madame et son pilote (The Lady Takes a Flyer)
- 1958 : Jeunesse droguée (High School Confidential !)
- 1959 : Une balle signée X (No Name on the Bullett)
- 1959 : La Souris qui rugissait (The Mouse That Roared)
- 1961 : L'Américaine et l'Amour (Bachelor in Paradise)
- 1964 : Papa play-boy (A Global Affair)
- 1964 : Pleins phares (The Lively Set)
- 1969 : Hello Down There
- 1975 : Boss Nigger
- 1975 : The Swiss Conspiracy

### Télévision
- 1959-1964 : Rawhide (série télévisée)
- 1980 : Marilyn, une vie inachevée (Marilyn: The Untold Story) coréalisé avec John Flynn